# 中华瘤结蟹
中华瘤结蟹（学名：Tylocarcinus sinensis）为蜘蛛蟹科瘤结蟹属的动物。在中国大陆，分布于西沙群岛等地，生活环境为海水，多栖息于珊瑚礁盘浅水中。
其种加词“sinensis”意为“中华的”。